# 14e Luftwaffen-Felddivisie
De Duitse 14e Luftwaffen-Felddivisie (Duits: 14. Luftwaffen-Feld-Division) was een Duitse infanteriedivisie tijdens de Tweede Wereldoorlog. De divisie verbleef gedurende zijn hele bestaan in Noorwegen als bezettingsmacht.

## Geschiedenis

### Oprichting en inzet in 1943
De 14e Luftwaffen-Felddivisie werd op 15 oktober 1942 in Luftgau III gevormd uit het Flieger-Regiment 61 plus overtollig Luftwaffe-personeel.
De divisie werd in januari 1943 naar Noorwegen verplaatst en daar ingezet als bezettingsmacht/kustverdediging, maar ook om de Zweeds grens af te schermen. Dit was in het gebied tussen Oslo en de Zweeds grens. In de zomer van 1943 volgde een verplaatsing naar de provincie Nordland met hoofdkwartier in Mo i Rana.

### Overgenomen in hetHeer
Op 1 november 1943 werd de divisie bij Mo i Rana overgenomen door het Heer en kreeg de benaming 14e Felddivisie (L) (Duits: 14. Feld-Division (L)), waarbij de L voor Luftwaffe stond. In het algemeen werd (ook in officiële documentatie) de naam 14e Luftwaffen-Felddivisie verder gevoerd. Hierbij moest de divisie zijn 3e Afdeling (III. Abt., (Flak)) van het artillerieregiment afstaan. Deze bleef in de Luftwaffe en werd I./Flak-Regiment 15. 

### Inzet 1943/45
De divisie bleef in Nordland tot het einde van de oorlog.

### Einde
De 14e Luftwaffen-Felddivisie capituleerde op 8 mei 1945 in Nordland.

## Slagorde
- Luftwaffen-Jäger-Regiment 27 (met drie bataljons)
- Luftwaffen-Jäger-Regiment 28 (met drie bataljons)
- Luftwaffen-Artillerie-Regiment 14 (met drie afdelingen)
- Panzerjäger-Abteilung der Luftwaffen-Feld-Division 14
- Luftwaffen-Pionier-Bataillon 14
- Radfahrer-Kompanie der Luftwaffen-Feld-Division 14
- Luftnachrichten-Kompanie der Luftwaffen-Feld-Division 14
- Versorgungseinheiten der Luftwaffen-Feld-Division 14

Vanaf 1 november 1943:
- Jäger-Regiment 27 (L) (met drie, later twee bataljons)
- Jäger-Regiment 28 (L) (met drie, later twee bataljons)
- Jäger-Regiment 55 (L) (met twee bataljons, de oude III./27 en III./28), vanaf april 1945
- Artillerie-Regiment 14 (L) (met drie afdelingen)
- Füsilier-Bataillon 14 (L)
- Feldersatz-Bataillon 14 (L)
- Panzerjäger-Abteilung 14 (L)
- Pionier-Bataillon x (L)
- Nachrichten-Abteilung 14 (L)
- Divisionseinheiten 14 (L)

## Commandanten
| Rang                                               | Naam            | Begin            | Eind            |
| -------------------------------------------------- | --------------- | ---------------- | --------------- |
| Generalmajor vanaf 1 november 1943 Generalleutnant | Günther Lohmann | 28 november 1942 | 30 januari 1945 |
| Generalleutnant                                    | Wilhelm Richter | 1 februari 1945  | 8 mei 1945      |

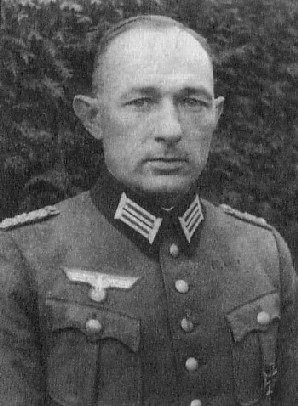
Generalleutnant Wilhelm Richter (in 1940)

Generalleutnant Lohmann ging op 1 november 1943 mee van de Luftwaffe naar het Heer.

## Bovenliggende bevelslagen
| Legerkorps         | Leger             | Legergroep | Plaats/regio | Begin            | Eind             |
| ------------------ | ----------------- | ---------- | ------------ | ---------------- | ---------------- |
| direct onder bevel | Armee Norwegen    | OKH        | Noorwegen    | januari 1943     |                  |
| 33e Legerkorps     | Armee Norwegen    | OKH        | Noorwegen    | juli 1943        | 18 december 1944 |
| 33e Legerkorps     | 20. Gebirgs-Armee | OKH        | Noorwegen    | 18 december 1944 | mei 1945         |